# 斎藤善八
斎藤 善八（齋藤、さいとう ぜんぱち、1866年6月24日（慶応2年5月12日）- 1944年（昭和19年）11月13日）は、明治後期から昭和前期の実業家、政治家。貴族院多額納税者議員。

## 経歴
武蔵国埼玉郡、のちの埼玉県南埼玉郡岩槻町（現さいたま市岩槻区）で、豪商、地主・斎藤善兵衛の三男として生まれる。1900年（明治33年）8月、家督を相続した。
1903年（明治36年）以降、埼玉農工銀行取締役、岩槻電気軌道取締役、岩槻自動車取締役、埼玉電灯取締役、武刕銀行取締役、宅地賃貸価格調査委員、営業税審査委員などを務めた。
政界では南埼玉郡中部の非政友派の重鎮として重きをなし、憲政本党、立憲国民党、立憲同志会、憲政会などの県支部評議員、同相談役を務めた。
1922年（大正11年）埼玉県多額納税者として補欠選挙で貴族院多額納税者議員に互選され、同年9月29日から1932年（昭和7年）9月28日まで2期務めて退任した。

## 親族
妻彌生は服部時計店創業者服部金太郎娘婿で、服部時計店取締役精工舎技師長の河田源三の姉。法制局長官尾崎三良男爵娘婿で、豊国銀行発起人の齋藤福之助や、高島嘉右衛門番頭速水柳平娘婿の斎藤八郎は従弟。押小路師保男爵の妻ふぢは従妹。